# Déjà vu
Il déjà vu (grafia francese déjà-vu, pron. /deʒavy/ , "già visto") è un fenomeno psichico rientrante nelle forme d'alterazione dei ricordi (paramnesie) per cui si ha la sensazione di aver già vissuto in passato la situazione presente. Si tratta di un'illusione della memoria: nonostante una forte impressione di ricordo, il momento, il luogo e il contesto della presunta esperienza precedente rimangono incerti o impossibili. Può consistere in eventi, cose, animali o persone che entrano in contatto col soggetto, provocando la sensazione di precedentemente visto (déjà vu) o vissuto (déjà vécu). Seppur impropriamente, viene anche chiamato «falso riconoscimento». In italiano vengono anche raramente usate le locuzioni già visto e già vissuto, che traducono letteralmente le espressioni francesi.
Il termine fu usato per la prima volta dal filosofo ed esperantista francese Émile Boirac nel 1876.

## Caratteristiche del fenomeno
L'esperienza del déjà vu è accompagnata da un forte senso di familiarità, ma di solito anche dalla consapevolezza che non corrisponde realmente ad una esperienza vissuta (e quindi si vive un senso di "soprannaturalità", "stranezza" o "misteriosità"): l'esperienza "precedente" è perlopiù attribuita ad un sogno. In alcuni casi invece c'è una ferma sensazione che l'esperienza sia "genuinamente accaduta" nel passato.
Per tentare di spiegare scientificamente il fenomeno, una possibile ipotesi generale (di basso livello interpretativo o inferenziale) sembra essere quella di una falsa sensazione di familiarità (e quindi di "già visto"), e cioè dovuta ad una alterazione (patologica o momentanea; selettiva o pervasiva) delle funzioni cognitive di riconoscimento (attenzione) e recupero (memoria). Questo senso di familiarità, ad alto valore emotivo, si può estendere (in maniera pervasiva) a tutti gli elementi presenti in quel momento nell'ambiente percepibile, anche se nuovi. Altresì potrebbero rimanere normali (selettivamente) altre funzioni cognitive: da ciò proverrebbe, ad esempio, la consapevolezza per cui "ma no, non è vero: non l'ho già vissuto" che in molti casi si prova, in discordanza con la sensazione.
La difficoltà di riprodurre in laboratorio il fenomeno del déjà vu rende molto difficili la ricerca e gli studi empirici.

## Ricerca scientifica
Il déjà vu sembra essere un fenomeno molto comune. In una ricerca del 2003 Alan S. Brown, psicologo alla Southern Methodist University, stima che il 60% della popolazione abbia avuto almeno una volta nella vita un'esperienza di déjà vu.
Negli ultimi anni, il déjà vu è stato oggetto di vari studi ed esperimenti psicologici e neuropsicologici. La spiegazione più accreditata, secondo gli scienziati di questi campi, è che il déjà vu non è un atto di "precognizione" o di "profezia", ma è in realtà un'anomalia della memoria; è l'impressione di "richiamare alla memoria" un'esperienza che è falsa. Ciò è confermato dal fatto che nella maggior parte dei casi il senso di "reminiscenza" nel momento del déjà vu è forte, ma alcune circostanze dell'esperienza "precedente" (quando, dove e come è accaduta) restano incerte. Allo stesso modo, col passare del tempo, dei soggetti possono mostrare un ricordo forte di aver avuto lo "sconvolgente" déjà vu, ma uno debole o nullo dei dettagli dell'evento/i che stavano "ricordando" quando hanno avuto il déjà vu, e, in particolare, questo potrebbe risultare da una sovrapposizione tra i sistemi neurologici responsabili della memoria a breve termine (eventi che si percepiscono come presenti) e quelli responsabili della memoria a lungo termine (eventi che si percepiscono come passati). Con il termine déjà vu si intende paramnesia, ovvero un ricordo errato o inesatto ed impropriamente localizzato nella dimensione spazio-temporale.
Alan S. Brown nel suo studio riporta le maggiori teorie:
- 1. Teorie neurologiche. Si tratterebbe di un'epilessia breve e circoscritta che causa una disfunzione del sistema nervoso. Il medico austriaco Josef Spatt ha collocato la sede nella corteccia paraippocampale (in particolare nel giro paraippocampale e nelle sue connessioni con la neocorteccia), associata con la capacità di giudicare la familiarità. L'ipotesi sembra supportata da evidenze sperimentali[8] perché, al verificarsi del fenomeno, l'attivarsi della corteccia paraippocampale può essere escluso selettivamente dal funzionamento normale di altre strutture cerebrali (la corteccia prefrontale e l'ippocampo propriamente detto), legate alle funzioni mnemoniche e cognitive.
- 2. Teoria del processamento duale. Pierre Gloor[9] spiegherebbe il deja-vu come una momentanea e rara (o, per i suoi studi su pazienti cronici, patologica) disattivazione del sistema di recupero della memoria - distinto e indipendente da un altro sistema amnestico di sensazione di familiarità, che rimane attivo e causa il fenomeno ("sto già vedendolo, so che l'ho già visto, ma non riesco a recuperarlo").
- 3. Teoria attenzionale. Un'interruzione (un "black out" o un "reset") nella continuità dell'attenzione causerebbe un riprocessamento dell'informazione. L'interruzione ne avrebbe fatto dimenticare la presenza e non è consapevole; la percezione - o meglio la sensazione della percezione - invece permarrebbe attraverso un altro canale non cosciente. Da qui la sensazione di familiarità ("l'ho già visto un attimo prima").
- 4. Teorie amnestiche. All'interno del campo di attenzione ci sarebbe un elemento appartenente a un ricordo realmente memorizzato (e probabilmente avvenuto); questo elemento però, a causa di un errore di memoria per cui non si riesce a richiamare anche il contesto complessivo, sarebbe sufficiente a richiamare la sensazione di familiarità ("c'è qualcosa in questa situazione che mi ricorda... no, ho già vissuto questo giorno/situazione").

Un'ultima e recente teoria che rientra in quest'area (ma anche nelle altre teorie, non escludentisi a vicenda) è quella proposta da Susumu Tonegawa (premio Nobel in medicina, ricercatore del MIT) per cui la causa del deja-vu risiederebbe in una temporanea incapacità della memoria episodica (2006). Il riscontro oggettivo è ipotizzabile ancora nel giro dentato ippocampale ed in particolare in un gruppo di neuroni denominati "place cells" che si attiverebbero per riconoscere un luogo come già noto, e per cui non occorre ricostruire una rappresentazione (una mappa neurale). Il ricercatore comunque ha cercato (e trovato) evidenze sperimentali in animali (topi) e non nell'uomo.

### Collegamenti a disturbi mentali
È stata trovata una correlazione clinica tra déjà vu e disturbi mentali come la schizofrenia e l'ansietà (in particolare in situazioni di attacchi di panico contraddistinte da intensità e breve durata, 2-8 minuti), la probabilità di sperimentarne cresce considerevolmente con soggetti in queste condizioni. Tuttavia, la più forte associazione patologica del déjà vu è con l'epilessia del lobo temporale.
La possibilità di una correlazione ha condotto alcuni ricercatori ad ipotizzare che il déjà vu è forse un'anomalia legata ad una temporanea e scorretta diffusione degli impulsi neurali nell'encefalo. Poiché la maggior parte delle persone soffre di qualche lieve, cioè non patologico, episodio epilettico (ad esempio l'improvvisa "scossa", tecnicamente uno spasmo ipnico, che si prova talvolta prima di addormentarsi), si pensa che una simile (lieve) aberrazione capiti occasionalmente durante il fenomeno del déjà vu, con il risultato di un "ricordo" erroneo.

### Parapsicologia
In questo contesto, sono state sollevate alcune ipotesi pseudoscientifiche. Il déjà vu sarebbe associato a presunti fenomeni di precognizione, chiaroveggenza o percezioni extrasensoriali, ed è stato frequentemente citato in tale ambito come una presunta "evidenza" delle abilità "psichiche" della popolazione generale. Altre spiegazioni non-scientifiche attribuiscono questa esperienza a profezie, visioni (ad esempio ricevute in sogni) o memorie di vite passate.

### Sogni
Alcuni ritengono che il déjà vu sia il ricordo di sogni. L'ipotesi è che, se non si ricordano prima del risveglio, i sogni possano lasciare qualche traccia non comune all'esperienza presente nella memoria a lungo termine. In questo caso, il déjà vu potrebbe essere il ricordo di un sogno dimenticato con elementi in comune all'esperienza presente.

## Fenomeni correlati
- Déjà rêvé: la sensazione di aver già visto in sogno un fatto che si sta svolgendo.
- Déjà vécu: la sensazione di aver già vissuto un fatto che si sta svolgendo.
- Jamais vu: esplicitamente il non ricordare di aver visto qualcosa prima. La persona sa che è successo prima, ma l'esperienza non le è familiare.
- Presque vu: il ricordare quasi, ma non del tutto, qualcosa. È la sensazione del "ce l'ho sulla punta della lingua".
- Déjà visité: la strana conoscenza di un posto nuovo. Qualcuno potrebbe avere l'impressione di conoscere la strada da percorrere in una nuova città o in un nuovo ambiente, sapendo contemporaneamente che questo non dovrebbe essere possibile. Oltre ai sogni, per spiegare questo fenomeno si sono evocate ipotesi pseudoscientifiche, quali la reincarnazione ed anche il viaggio fuori dal corpo.
- Déjà senti: il sentire qualcosa come se lo si avesse già sentito. Al contrario del déjà vu e del déjà vécu, che implicano la precognizione, questo si riferisce in modo specifico ad una sensazione mentale. Alcune persone sofferenti di epilessia del lobo temporale potrebbero fare un'esperienza del genere.
- Déjà éprouvé: "già provato a fare".
- L'esprit de l'escalier: il ricordare qualcosa quando è troppo tardi, ad esempio una risposta intelligente ad un commento critico.

## Ildéjà vunelle arti

### Musica
Nel loro album del 1986 “Somewhere in time” la band Heavy Metal inglese Iron Maiden pubblica il brano intitolato “Dejà-Vu”.
Nel suo album del 1988 "Odyssey", il chitarrista svedese Yngwie Malmsteen pubblica il brano intitolato "Dejà-Vu".
Nella serie anime "Initial D" è presente un brano intitolato "Deja Vu"
Nel loro album del 2021 "fever pt.3", il gruppo coreano Ateez pubblica il brano intitolato "Dejà-Vu”.
Il 1 aprile 2021, l'artista americana Olivia Rodrigo, ha pubblicato il singolo "deja vu" come estratto dal suo primo album in studio Sour (Olivia Rodrigo).

### Cinema
Il film Matrix (1999) offre una spiegazione originale del déjà-vu: nel film infatti tale sensazione è dovuta a una modifica della "matrice", il programma che gestisce il mondo virtuale in cui è immersa l'umanità.
Nel film di fantascienza Déjà vu - Corsa contro il tempo (2006), diretto da Tony Scott, un agente dell'ATF viaggia indietro nel tempo per evitare un attentato terroristico e per salvare una ragazza di cui si è innamorato durante le indagini.

### Anime
Nell'anime Steins;Gate il fenomeno del déjà-vu avviene quando una persona in un'altra linea di universo assimila un ricordo, e quest'ultimo trascende la propria dimensione inserendosi nei ricordi istantanei della stessa persona in un'altra linea di universo.